# Heinz Holling
Heinz Holling (* 24. Juni 1950) ist ein deutscher Statistiker und Seniorprofessor für Statistik und Methoden an der Universität Münster.

## Werdegang
Heinz Holling studierte ab 1969 Mathematik, Psychologie und Soziologie an der Universität Würzburg und der Freien Universität Berlin. Im Jahr 1980 promovierte er zum Dr. phil. mit dem Thema Suppressorvariablen an der Freien Universität Berlin, 1987 habilitierte er sich zum Dr. rer. nat. habil. an der Universität Osnabrück mit einer Arbeit über Wahrscheinlichkeitsmodelle zur Beanspruchung durch Wartezeiten. Nach wissenschaftlichen Mitarbeiterstellen an der Freien Universität Berlin und der Universität Osnabrück übernahm er die Vertretung von Professuren an den Universitäten in Oldenburg, Münster und Mannheim. Von 1993 bis 2019 war er Inhaber des Lehrstuhls für Statistik und Methoden am Fachbereich Psychologie und Sportwissenschaften der Universität Münster, im Rahmen einer Zweitmitgliedschaft war er von 2007 bis 2019 Universitätsprofessor in der wirtschaftswissenschaftlichen Fakultät der Universität Münster. Er nahm mehrere Gastprofessuren wahr, z. B. an der Katholischen Universität von Peru (1996), Universität Wien (2008), Russischen Akademie der Wissenschaften, (2010) oder Universität Paris IV (Université Paris-Sorbonne und der Université Paris Descartes) (2011).

## Forschung
Die Forschungsschwerpunkte von Heinz Holling liegen in den Themenfeldern Optimal Design, Meta-Analyse und Messung kognitiver Fähigkeiten. Zu diesen Themen führte er zahlreiche Projekte durch, die durch die Deutsche Forschungsgemeinschaft gefördert wurden, z. B. zur Entwicklung neuer statistischer Verfahren in der Meta-Analyse, optimalen Versuchsplanung in der Conjoint-Analyse oder optimalen Versuchsplanung online generierter adaptiver Testverfahren. Weitere Projekte wurden durch das Bundesministerium für Bildung und Forschung gefördert, so z. B. ein Projekt zur Entwicklung von computergestützten Diagnose- und Trainingsverfahren zur Dyskalkulie, für dessen Resultate er im Jahre 2016 den Transferpreis der Universität Münster erhielt.

## Veröffentlichungen (Auswahl)
Heinz Holling ist Autor von mehreren Büchern und zahlreichen Buchbeiträgen. Er verfasste insgesamt mehr als 150 Artikel in internationalen wissenschaftlichen Zeitschriften mit einem Peer-Review-Verfahren.

### Bücher
- H. Holling, G. Gediga: Statistik – Testverfahren. Hogrefe, Göttingen 2011, ISBN 978-3-8017-2134-3.
- H. Holling, G. Gediga: Statistik – Wahrscheinlichkeitstheorie und Schätzverfahren. Hogrefe, Göttingen 2013, ISBN 978-3-8017-2135-0.
- H. Holling, G. Gediga: Statistik – Testverfahren. Hogrefe, Göttingen 2015, ISBN 978-3-8017-2302-6
- H. Holling, B. Schmitz (Hrsg.): Handbuch Statistik, Methoden und Evaluation. Hogrefe, Göttingen 2010, ISBN 978-3-8017-1848-0
- H. Holling (Hrsg.): Grundlagen und statistische Methoden der Evaluationsforschung. Hogrefe, Göttingen 2009, ISBN 978-3-8017-1505-2.

### Zeitschriftenbeiträge
- H. Holling, H.:  A classification of trivariate regression models. In: Biometrical Journal, Band 28, Nr. 7, 1986, S. 783–790
- H. Holling, W. Böhning, D. Böhning: Likelihood Based Clustering of Meta-Analytic SROC Curves. In:  Psychometrika, Band 77, Nr. 1, 2012, S. 106–126.
- U. Malzahn, D. Böhning, H. Holling: Nonparametric estimation of heterogeneity variance for the standardised difference used in meta-analysis. In: Biometrika, Band 87, Nr. 3, 2000, S. 619–632.
- H. Holling, W. Böhning, D. Böhning, A. Formann: The Covariate-Adjusted Frequency Plot. In:  Statistical Methods in Medical Research, Band 25, Nr. 2, 2013, S. 902–916.
- H. Holling, W. Böhning, E. Masoudi, D. Böhning, P. Sangnawakij: Evaluation of a new version of I² with emphasis on diagnostic problems. In: Communications in Statistics – Simulation and Computation, Band 49, Nr. 4, 2020, S. 942–947
- H. Holling, K. Jansen, W. Böhning, D. Böhning, S. Martin: Estimation of effect heterogeneity in rare events meta-analysis. In: Psychometrika, Band 87, Nr. 3, 2022, S. 1081–1102.
- F. Freise, H. Holling, R. Schwabe. (2023). Optimal design for estimating the mean ability over time in repeated item response testing. In: Journal of Statistical Planning and Inference, Band 225, 2023, S. 266–282.
- P. Sangnawakij, D. Böhning, H. Holling, K. Jansen: Nonparametric estimation of the random effects distribution for the risk or rate ratio in rare events meta‐analysis with the arm‐based and contrast‐based approaches. In: Statistics in Medicine, Band 43, Nr. 4, 2024, S. 706–730